# Sanduhr (Felsformation)

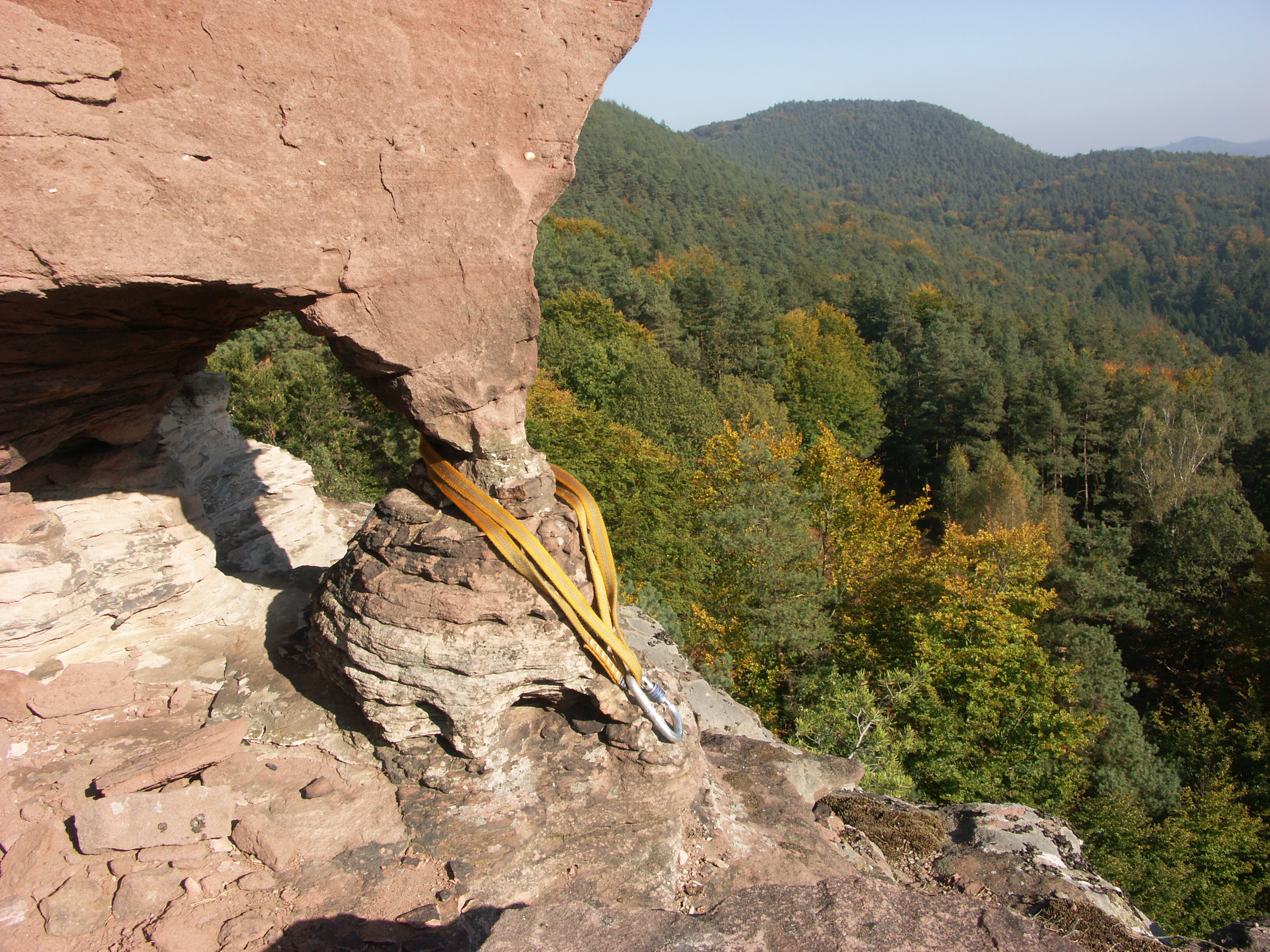
Sanduhr am Pferchfeldfelsen bei Busenberg

Eine Sanduhr ist eine – meist kleinere – charakteristische Ausprägung im Fels von Gebirgen oder Klippen. Die Sanduhr ist eine  bogenförmige Aushöhlung im Fels, die einen Felszapfen umschließt. Sanduhren finden sich typischerweise in Kalk- und in Sandsteinfelsen. Der Name leitet sich dabei aus der Ähnlichkeit des Felszapfens mit der Form einer Sanduhr ab.
Beim Klettern werden Sanduhren als natürliche Fixpunkte verwendet, indem eine Bandschlinge um die Sanduhr herumgelegt wird. Man legt dabei die Schlinge bei genügend großer Öffnung doppelt, wie im Bild gezeigt. Es ist darauf zu achten, die Bandschlinge nicht mit einem Ankerstich zu fixieren, da diese sonst dazu tendiert, sich weiter oben in Richtung der dünnsten – also schwächsten – Stelle festzuziehen. Bei einer kleinen Öffnung wird die Sicherung einfach gefädelt, wobei man am besten eine steife Reepschnur verwendet, die mit einem Sackstich verknotet wird.
In Kletterführern werden inzwischen alle Strukturen, die durch eine Hinterschneidung im Fels einen Fixpunkt bieten, mit SU für Sanduhr gekennzeichnet, auch wenn sie nicht die typische Sanduhrform aufweisen. Dies trifft hin und wieder auch auf Fixpunkte zu, die auf dieselbe Weise an Klemmblöcken eingerichtet werden können.
Das Sicherungsprinzip der Sanduhr findet auch bei der Eissanduhr als einer selbst hergestellten Fixpunktsicherungsmöglichkeit mit Schlingenbildung Anwendung.

## Einzelnachweis
1. ↑  Olaf Perwitzschky: Klettern, BLV-Buchverlag, München 2007, ISBN 978-3-8354-0238-6, S. 102